# Дайсон, Эстер
Э́стер Да́йсон (англ. Esther Dyson, род. 14 июля 1951, Цюрих, Швейцария) — американская предпринимательница, инвестор, писательница и публицистка, филантроп и общественный деятель. Основатель организации Hiccup.

## Биография
Эстер Дайсон родилась 14 июля 1951 г. в Швейцарии, в семье британского физика-ядерщика Фримена Дайсона, который в 1957 г. стал натурализованным гражданином Соединённых Штатов, и Верены Хубер-Дайсон, математика, швейцарки по происхождению. Окончив экономический факультет Гарвардского университета, Эстер в 1974 г. устроилась в журнал Forbes на должность редактора, проверяющего факты, затем стала репортёром. С 1977 г. Дайсон работала аналитиком ИТ-рынка в ряде исследовательских компаний, а затем выкупила у своего работодателя компанию Rosen Research и переименовала её в EDventure Holdings.
С середины 1980-х Дайсон издавала журнал Release 1.0. В 1997 г. опубликовала свою книгу Release 2.0: A design for living in the digital age (В 1998 году московским издательством «Бизнес и компьютер» под редакцией А. В. Евтюшкина и Ю. А. Кузьмина был выпущен перевод этой книги, названный «Жизнь в эпоху Интернета»).
31 декабря 2009 года распоряжением президента РФ Дмитрия Медведева включена в состав рабочей группы по разработке проекта создания территориально обособленного комплекса для развития исследований и разработок и коммерциализации их результатов (Инноград).
Владеет английским, французским, русским и немецким языками.

## Предпринимательская деятельность
На протяжении десятилетий Дайсон активно участвовала в венчурном финансировании компаний-стартапов, управлении различными общественными организациями. В течение двух лет была председателем корпорации ICANN. Дайсон много раз бывала в России и способствовала развитию отечественного ИТ-рынка. Её статьи и интервью часто публикуются в российских журналах, посвященных экономике, рынку высоких технологий и интеллектуальной собственности.
Начиная с 2005 года Дайсон заинтересовалась космосом и медициной: её инвестиционный портфель пополнился такими компаниями, как MEDESK, XCOR, Constellation Services, Zero-G, Icon Aircraft, Space Adventures и ВитаПортал а также генетическим стартапом 23andMe. В 2005 году в городе Аспен она основала форум «Школа полётов» (Flight School) для предпринимателей, интересующихся авиацией и освоением космического пространства.

## Участие в космической программе
7 октября 2008 года на сайте компании Space Adventures появилось сообщение, что Эстер Дайсон отобрана в качестве дублёра участника космического полёта, члена 16-й экспедиции посещения МКС космического туриста Чарльза Симони, полёт которого планировался на весну 2009 года, и заплатила 3 млн $ за свою подготовку. В октябре 2008 года совместным решением врачебно-экспертной комиссии Института медико-биологических проблем и Центра подготовки космонавтов она была допущена к спецтренировкам. 19 декабря 2008 года решением Главной медицинской комиссии с участием специалистов ИМБП и ЦПК Э. Дайсон была допущена к экипажной подготовке (предполётным тренировкам).
В январе 2009 года она перешла к тренировкам в составе дублирующего экипажа «Союза ТМА-14» вместе с космонавтом Максимом Сураевым и астронавтом НАСА Джеффри Уильямсом. 3—4 марта 2009 года в Центре подготовки космонавтов вместе c ними она сдала предполётные экзамены на оценку «отлично». Во время старта «Союза ТМА-14» 26 марта 2009 года Эстер Дайсон была дублёром Чарльза Симони.